# VI. Sesonk

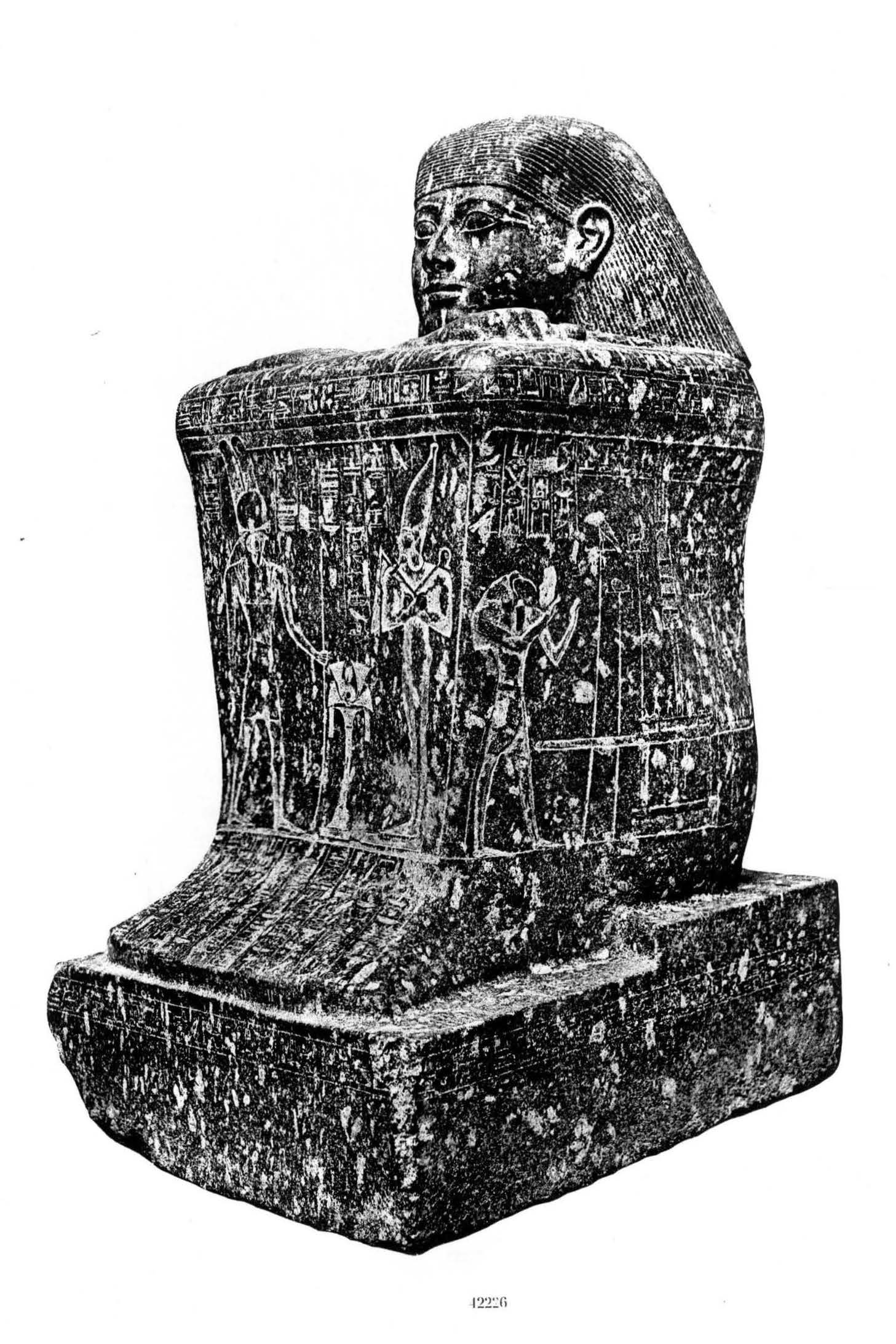
A VI. Sesonk uralkodása alatt elhunyt Hór szobra (CG 42226)

VI. Sesonk (uralkodói nevén Uszermaatré Meriamon) az ókori egyiptomi XXIII. dinasztia egyik uralkodója volt. Az 1993 előtti irodalom IV. Sesonk néven említi, azóta azonban egy ekkor felfedezett, a XXII. dinasztiába sorolt alsó-egyiptomi uralkodó viseli ezt a sorszámot.
Thébában uralkodott, uralma Felső-Egyiptomra terjedt ki. Közvetlenül I. Pedubasztot követte, mint arra Hór, „a fáraó levélírója” pályafutásából következtethetünk: Hór II. Oszorkon és I. Pedubaszt alatt is szolgált (szobrát Pedubaszt uralkodására datálta). Mivel Hór sírkúpjain VI. Sesonk uralkodói neve szerepel, az írnok minden bizonnyal túlélte Pedubasztot és már Sesonk uralkodása alatt készült a temetésére.
VI. Sesonk 4. és 6. uralkodási évét említi egy felirat a karnaki Montu-templom tetején, valamint a Nílus vízszintjét rögzítő szövegek közül a 25. I. Pedubaszt halála után Sesonk valószínűleg Oszorkon trónörökös herceg fő riválisa volt – Oszorkon a Pedubaszt előtt uralkodó II. Takelot fia és örököse volt, aki követte volna apját, ha Pedubaszt nem ragadja magához a hatalmat. Az ekkor Alsó-Egyiptomban uralkodó III. Sesonk 39. évében Oszorkon herceg legyőzte VI. Sesonkot, és trónra lépett. A Nílus-szövegek közül a 7. számúban Oszorkon herceg kijelenti, hogy ő és fivére, Bakenptah hérakleopoliszi tábornok meghódították Thébát és legyőztek mindenkit, aki ellenük harcolt. VI. Sesonkról ezután nem hallani.
VI. Sesonk uralma alatt Ámon főpapja egy bizonyos Takelot volt, akit Pedubaszt 23. uralkodási évében említenek először főpapként.

## Fordítás
- Ez a szócikk részben vagy egészben  a   Shoshenq VI című angol Wikipédia-szócikk ezen változatának fordításán alapul.  Az eredeti cikk szerkesztőit annak laptörténete sorolja fel. Ez a jelzés csupán a megfogalmazás eredetét és a szerzői jogokat jelzi, nem szolgál a cikkben szereplő információk forrásmegjelöléseként.